# ایوان آبادژیف
ایوان آبادژیف (انگلیسی: Ivan Abadzhiev; ۱۲ فوریهٔ ۱۹۳۲ – ۲۴ مارس ۲۰۱۷) وزنه‌بردار اهل بلغارستان بود.
وی در مسابقات کشوری و بین‌المللی در مجموع برندهٔ ۱ مدال نقره شده‌است.